# NGC 3370
NGC 3370 o Galaxia Silverado es una galaxia espiral que se encuentra a 98 millones de años luz en dirección a la constelación de Leo. Su magnitud aparente es 12,3. Probablemente fue descubierta por William Herschel en 1784.
De tamaño y masa similar a la Vía Láctea, NGC 3370 presenta una compleja estructura de brazos espirales, salpicada por áreas calientes donde se forman nuevas estrellas. En su centro hay líneas de polvo y el núcleo no está definido claramente.
En noviembre de 1994, la luz de una supernova en NGC 3370 llegó a la Tierra, eclipsando al resto de las estrellas de la galaxia. Aunque las supernovas son comunes, con una explosión cada pocos segundos en algún lugar del universo, esta fue especial. Bautizada como SN 1994ae, esta supernova fue una de las más cercanas y mejor observadas desde la llegada de los detectores digitales modernos. Además la supernova fue del Tipo Ia, la mejor herramienta que tienen los astrónomos para cartografiar la velocidad de crecimiento del universo en expansión.
Recientemente, los astrónomos han comparado las supernovas Tipo Ia cercanas con otras más distantes del mismo tipo, determinando que actualmente el universo está acelerando su expansión y que parece contener una misteriosa "energía oscura".